# 水戸塾
水戸塾（みとじゅく）は、東京都世田谷区に所在する、公益財団法人水戸育英会が運営している寄宿舎。正式名称は水戸育英会寄宿舎。茨城県出身の学生のための県人寮である。

## 歴史
旧水戸藩主である水戸徳川家の支援の下、茨城県出身の優秀な学生を東京の大学で学ばせることにより茨城県の発展に貢献する人材を育成することを目的として、1907年に本所小梅町（現在の墨田区向島）の旧水戸藩主徳川圀順の邸内に創設された。1923年に関東大震災により全焼したため、1925年に渋谷区猿楽町に移転、建物の老朽化のためさらに1965年に現在の世田谷区上用賀に移転した。
現在は茨城県下の高校を卒業し、東京都内および近郊の4年制大学に通う大学生のための学生寮として運営されており、例年男子10名程度を受け入れている。

## 概要
- 自治寮であるため、塾生委員会による自治が行われている。塾長、副塾長、図書委員、施設管理委員、会計委員、炊事管理委員、情報委員からなる。任期は半年。
- 北棟、南棟に分かれており、北棟には大部屋、南棟には小部屋の寮生の個室がある。
- 食事は日曜祝日・長期休み以外には朝夕提供される。
- 食堂は寮生憩いの場である。
- 月に1度、学監を交えた塾生会が行われ、各委員会からの報告や寮生活の改善に関する話し合いが行われる。

## 年間行事
- 4月 新入生歓迎会
- 5月 塾友総会
- 6月 夏季テニス大会、ビアパーティー、大掃除
- 8月 ソフトボール大会、塾旅行
- 11月 秋季テニス大会、塾友見学会
  - 塾友見学会では、茨城と東京の名所を一年おきに塾友と塾生でまわる。
- 12月 塾祭、大掃除
- 2月 歓送会
- 3月 入塾選考会、小掃除
  - 塾祭では、塾生がいくつかの班に分かれ、それぞれ映像作品を作り競い合う。

## 塾友会
塾友（卒寮生）よりなる組織。卒寮生は1000名を超えており、その結びつきはいまだに強い。